# Arquitetura do Mali

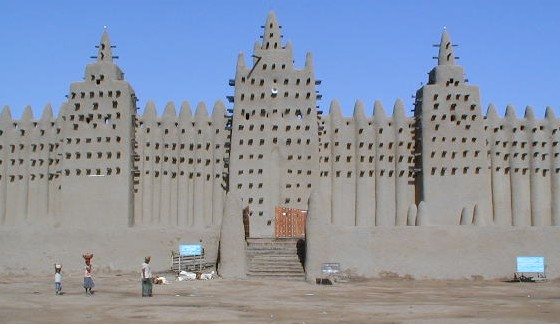
A Grande Mesquita de Djenné, maior edificio em adobe do mundo.

A arquitetura do Mali é um subconjunto distinto da arquitetura sudano-saheliana nativa da África Ocidental. Compreende edifícios de adobe, como a Grande Mesquita de Djenné ou a Universidade de Sancoré. Pode ser encontrado em toda a região do Sahel, na África. A arquitetura do Mali desenvolveu-se durante o Império do Gana, que fundou a maioria das grandes cidades do Mali. Ela então floresceu nas duas maiores civilizações da África Ocidental, o Império do Mali e o Império Songai.

## Grande Mesquita de Djenné
Localizada em Djenné, a mesquita foi construída no século XIII, fazendo parte integrante da comunidade maliana há quase um milênio. Apesar das influências islâmicas é considerada por muitos arquitetos como a maior realização do estilo sudano-saheliano e é o maior edificio em adobe do mundo, sendo patrimônio mundial.

## Tombuctu

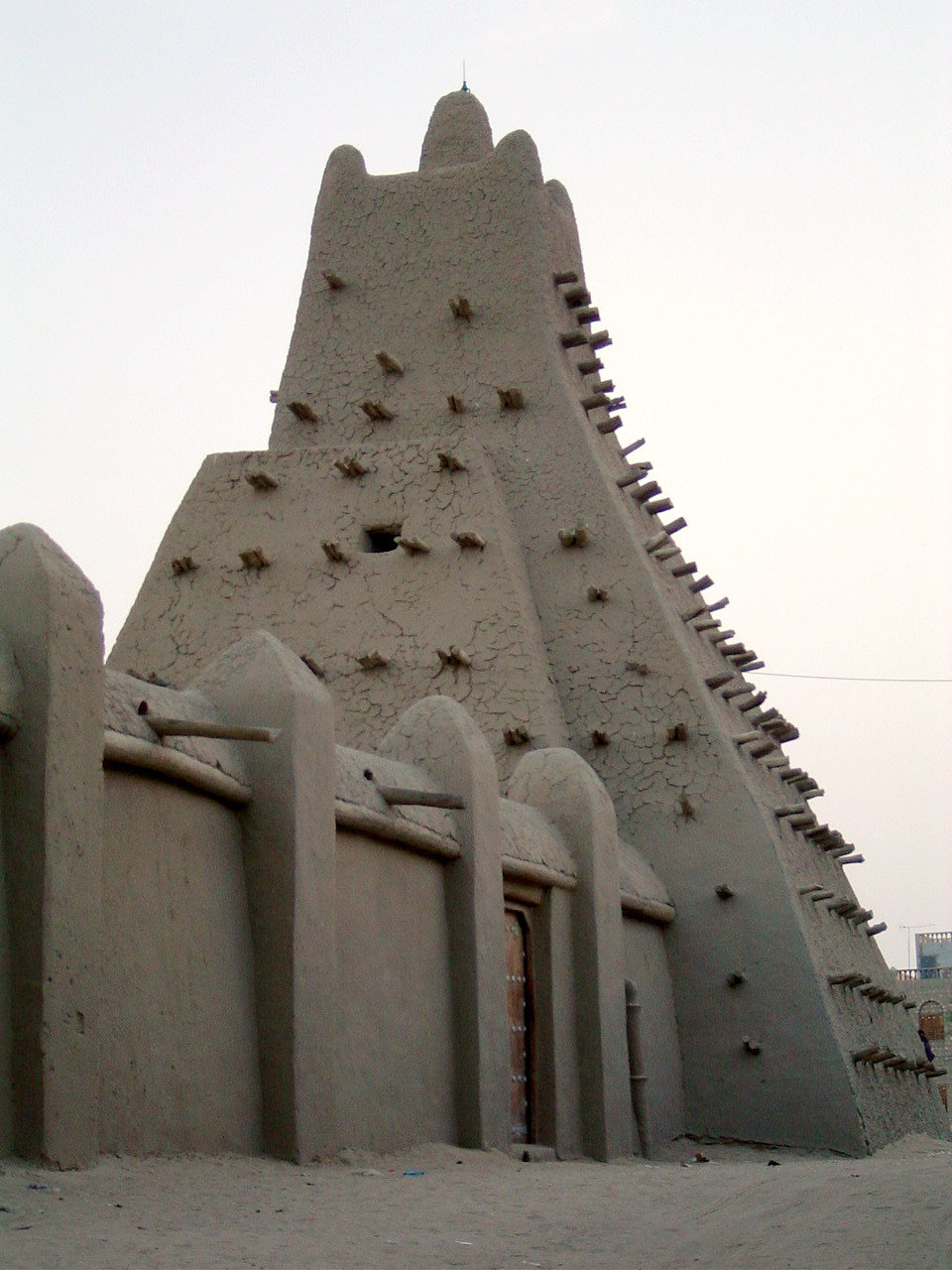
Madraça de Sancoré.

Tombuctu tem muitos edifícios de adobe e barro, mas o mais famoso é a Universidade. As masajids (mesquitas) de Sankore, Djingareyber e Sidi Yahya foram os centros de aprendizado no Mali medieval e produziram uma das obras mais famosas da África, os Manuscritos de Tombuctu.